# Mănăstireni
Mănăstireni (Magyargyerőmonostor en hongrois) est une commune de Transylvanie, en Roumanie, dans le județ de Cluj. Elle est composée des villages Mănăstireni, Ardeova, Bedeciu, Bica, Dretea, Mănășturu Românesc.

## Galerie

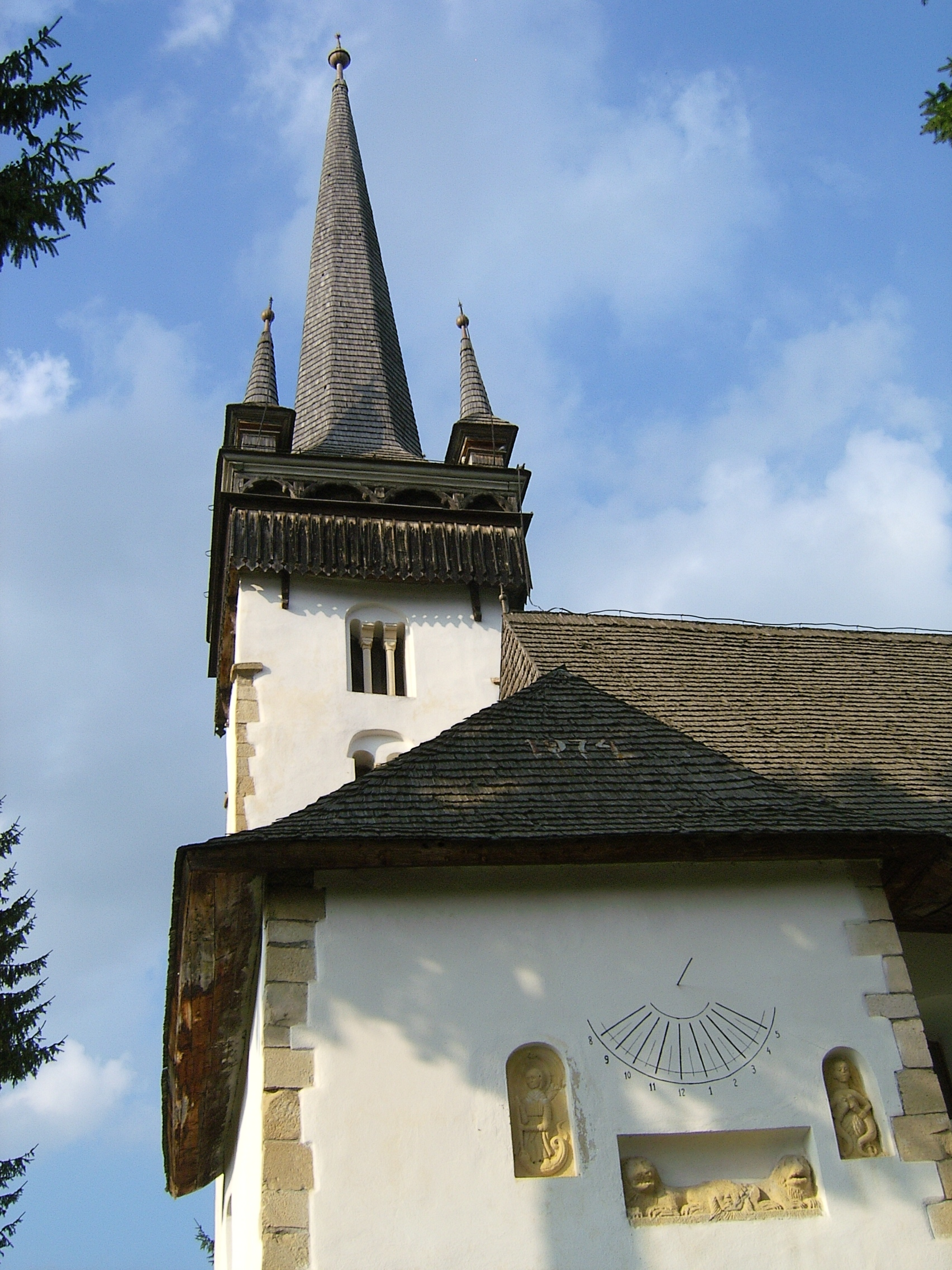
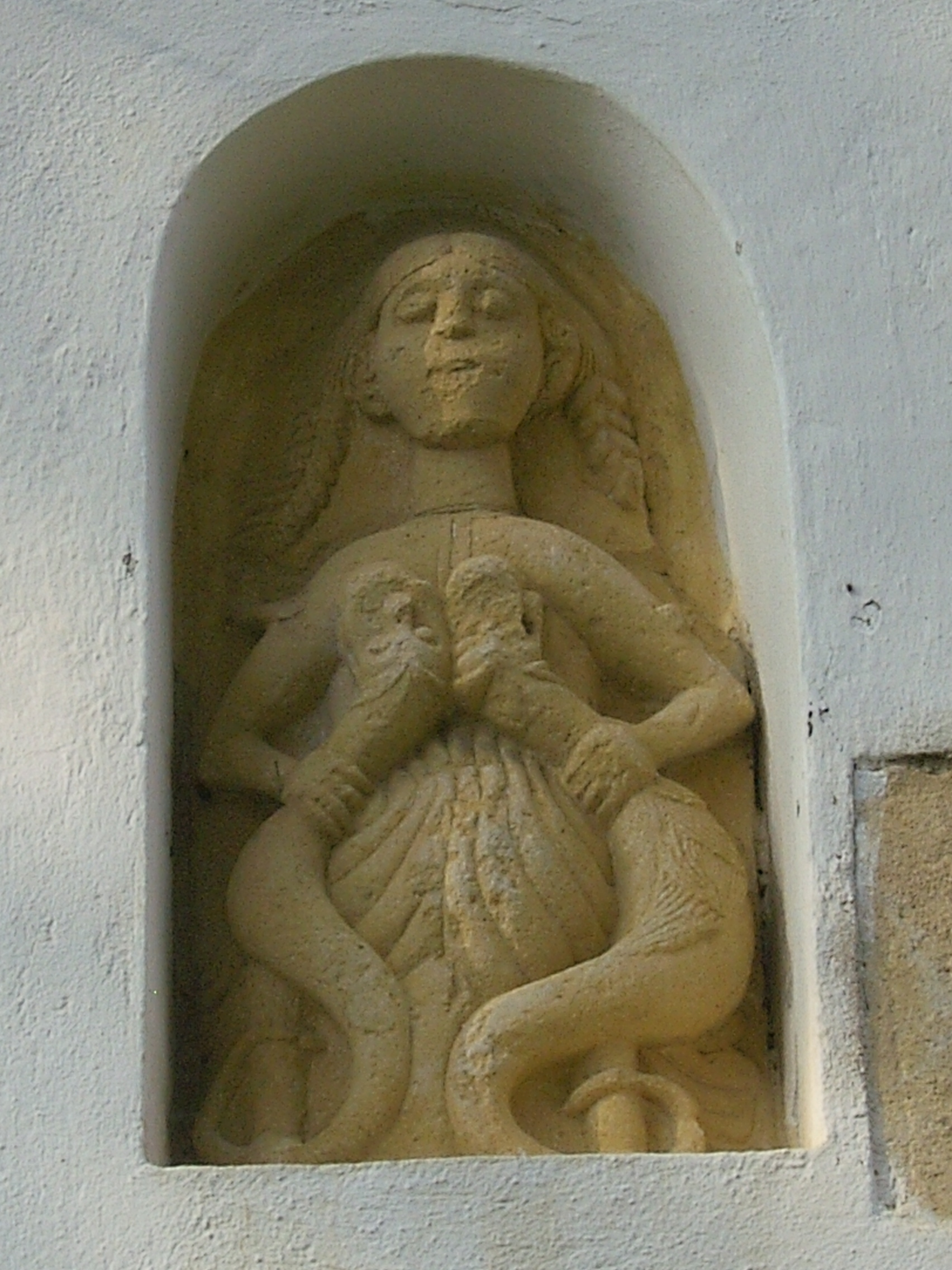
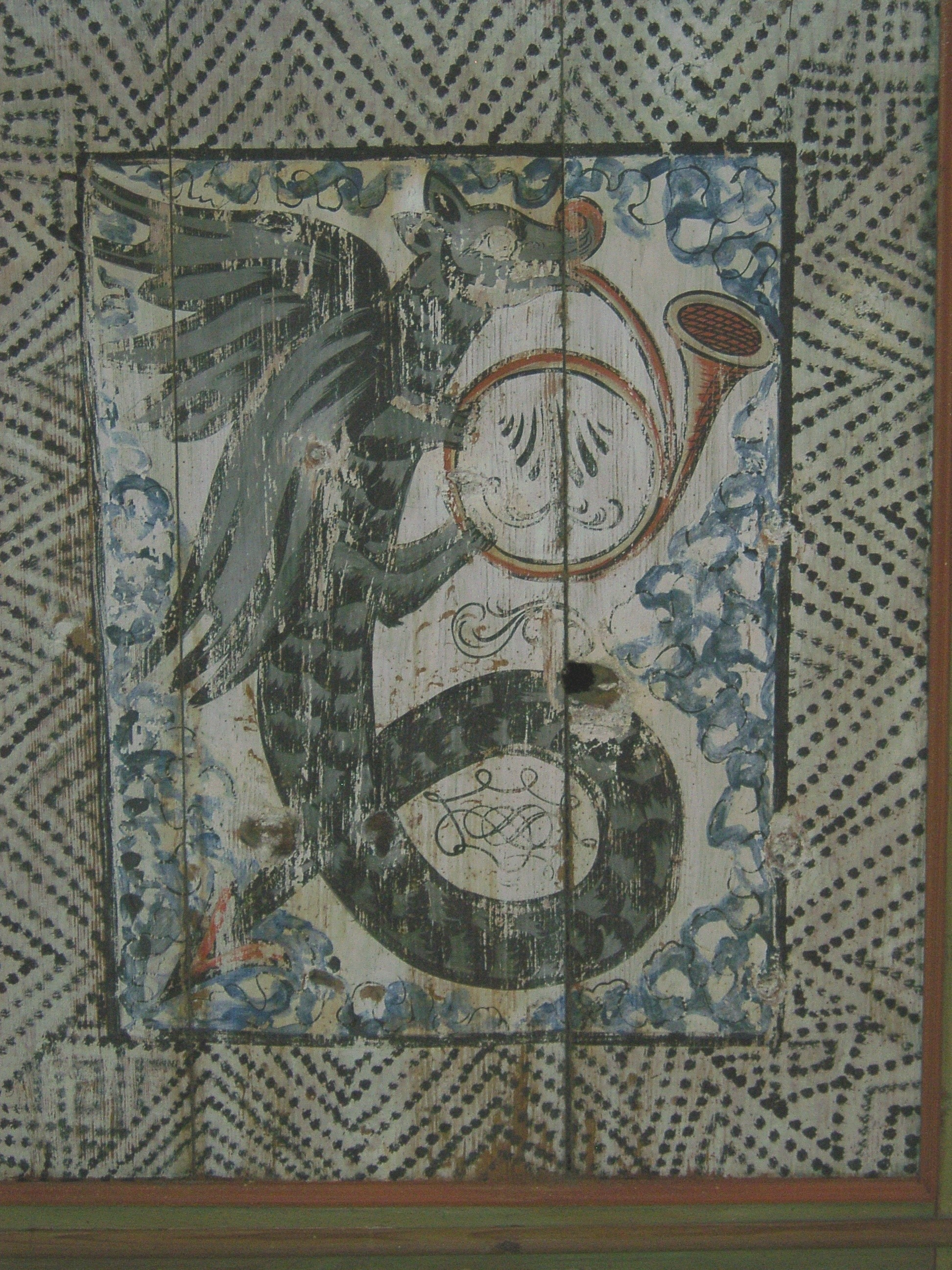
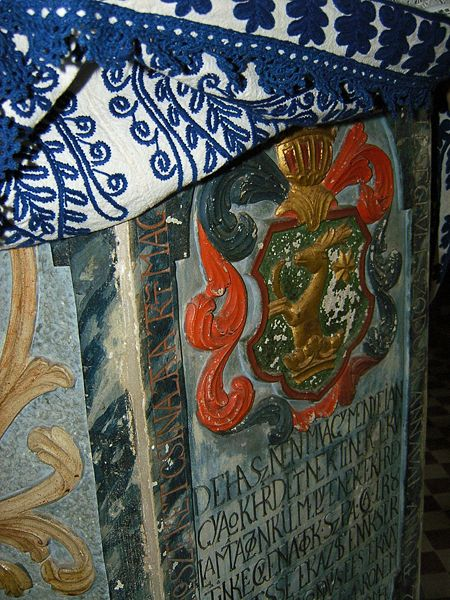
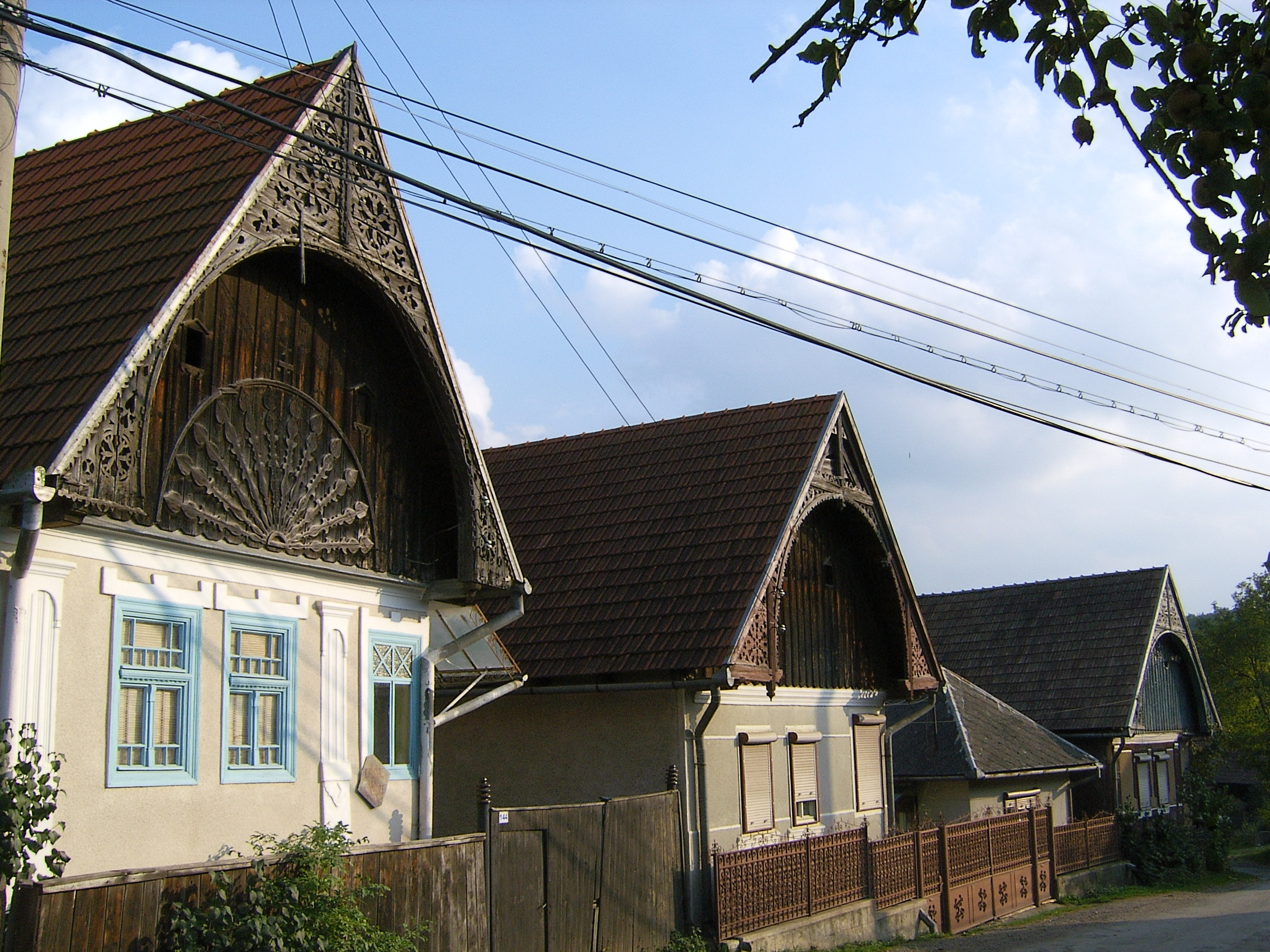
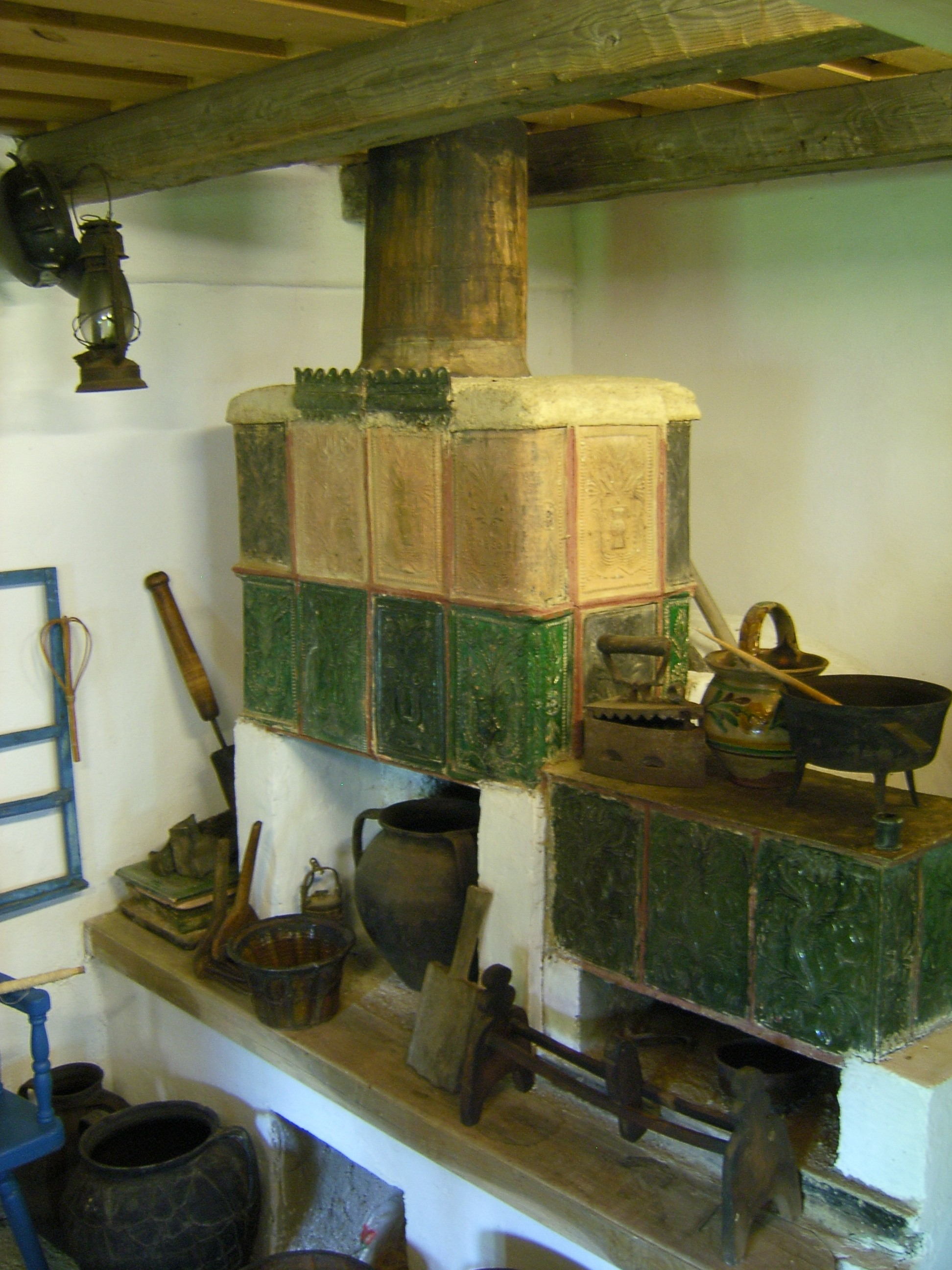
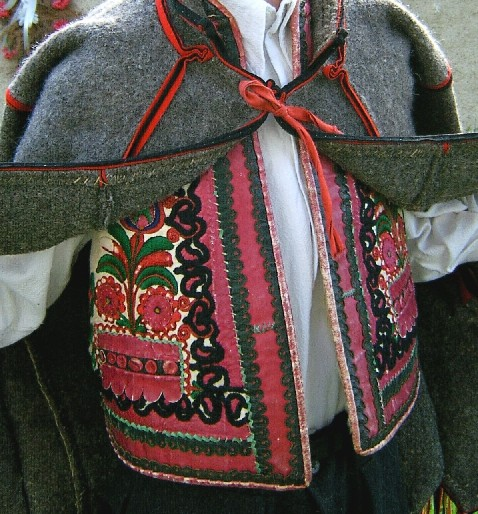